# Kobaltvergiftung
Eine Kobaltvergiftung ist eine Vergiftung aufgrund zu hoher Mengen an Kobalt im Körper. Kobalt ist als Spurenelement und als Bestandteil von Vitamin B12 ein für die Gesundheit von Tieren essenzielles Element. Ein Mangel an Kobalt, der sehr selten vorkommt, kann auch tödlich sein und zu perniziöser Anämie führen.
Bei der Herstellung von Wolframkarbid kommt es am häufigsten zu Kontakt mit Kobaltmetallstaub. Eine weitere Ursache kann die Abnutzung bestimmter Metall-auf-Metall-Hüftprothesen sein.
Laut der Internationalen Agentur für Krebsforschung (IARC) ist Kobaltmetall mit Wolframkarbid „wahrscheinlich krebserregend für den Menschen“ (IARC-Stoffgruppe 2A), während Kobaltmetall ohne Wolframkarbid nur „möglicherweise krebserregend für den Menschen“ ist (IARC-Stoffgruppe 2B).

## Kardiomyopathie der Biertrinker
Im August 1965 kam eine Person in das Krankenhaus in Quebec City mit Symptomen einer alkoholbedingten Kardiomyopathie. Über die nächsten acht Monate erschienen fünfzig ähnliche Fälle in der gleichen Gegend, von denen zwanzig fatal waren. Alle von ihnen waren starke Trinker, welche hauptsächlich Bier getrunken haben und die Marke Dow Breweries präferierten; dreißig davon tranken mehr als 200 imperiale Flüssigunzen (5,7 L) Bier pro Tag. Epidemiologische Studien ergaben, dass Dow dem Bier seit Juli 1965 Kobaltsulfat zugesetzt hatte, um die Schaumstabilität zu erhöhen, und dass die in der Brauerei in Quebec City zugesetzte Konzentration zehnmal höher war als die des gleichen Biers, das in Montreal gebraut wurde, wo es keine gemeldeten Fälle gab. In einer Publikation aus dem Jahr 1972 wurde festgestellt, dass mehrere Dutzend Fälle in einem ähnlichen Zeitraum auch in Omaha, Nebraska, Minneapolis, Minnesota und in Belgien festgestellt wurden.

## Ursachen und Symptome
Eine Kobaltvergiftung kann auf drei verschiedene Weisen entstehen: durch das Schlucken, das Einatmen oder den längeren Hautkontakt mit Kobalt. Eine Vergiftung kann auch durch eine Abnutzung von Metall-auf-Metall-Hüftimplantaten ausgelöst werden.
Im Normalfall muss man über Wochen oder Monate hinweg Kontakt mit hohen Leveln von Kobalt haben, um Symptome zu entwickeln. Allerdings ist es möglich Symptome zu bekommen, wenn man eine große Menge an Kobalt in kurzer Zeit zu sich nimmt. Die gefährlichste Form einer Kobaltvergiftung tritt auf, wenn man Kobalt einatmet. Die Inhalation kann zu chronischen Lungenproblemen führen. Es ist wahrscheinlich, dass sich Atemprobleme entwickeln, welche ähnlich wie Asthma oder Lungenfibrose sind, wie Kurzatmigkeit oder verminderte körperliche Belastbarkeit.
Eine Kobaltvergiftung durch Hautkontakt kann wahrscheinlich Hautausschläge verursachen, die mit der Zeit wieder abklingen.
Die Einnahme großer Mengen Kobalt auf einmal ist wahrscheinlich nicht giftig, eine längere Aufnahme kann aber zu ernsthaften Gesundheitsproblemen führen, wie:
- Kardiomyopathie
- Gehörlosigkeit
- Probleme mit dem Nervensystem
- Tinnitus
- Verdickung des Blutes
- Schilddrüsenprobleme
- Probleme mit dem Sehvermögen